# Abel Augusto da Costa
Abel Maria Augusto da Costa Basílio, mais conhecido por Abel Augusto da Costa e também por Actor Abel (Viana do Castelo, 22 de janeiro de 1824 — Porto, 9 de setembro de 1882), foi um ator de teatro português do século XIX.

## Biografia
Nascido em Viana do Castelo, a 22 de janeiro de 1824, era filho de Jerónimo da Costa Basílio, natural da freguesia de Freixo, do concelho de Almeida, e de Josefa da Conceição Ribeiro, natural de Amarante.
Tendo apenas 14 anos de idade, fugiu de casa com o objetivo de seguir a carreira de ator. Estreou-se profissionalmente no antigo Teatro Camões, no Porto, agradando progressivamente. A 13 de junho de 1857 recitou em seu benefício a poesia O Fim do Mundo de Faustino Xavier de Novaes, no Teatro de São João, onde estrava escriturado desde, pelo menos, 1846.
Em 1861 encontrava-se em Braga, onde era diretor de uma pequena companhia dramática. Neste ano recebeu um alvará de licença para dar espetáculos em qualquer parte do reino. Percorreu as capitais do Norte.
Em 1864 veio para o Teatro do Ginásio, em Lisboa, onde foi muito estimado e obteve muito sucesso junto do público. Estreou-se ali na comédia dramática em 2 atos O tio Paulo. Uma das maiores coroas da sua carreira ocorreu neste palco, no drama em 5 atos O lago de Kilarney. O personagem que lhe cabia nesta peça chamava-se "Jack-Mor", um corcunda de aparência hedionda, cheio de lesões físicas e de comportamento imoral, que o ator soube compreender e que, na imprensa da época, foi caracterizado como um papel inigualável e que nenhum outro ator teria a capacidade de o fazer. No Ginásio foi também célebre nas peças Santo António e Gramática.
Daquele teatro passou depois, apesar de brevemente, para o Teatro das Variedades Dramáticas, onde substituiu os atores Isidoro e António Pedro no papel de "Abdallah" na mágica Loteria do Diabo. De seguida esteve no Teatro da Rua dos Condes, onde se distinguiu nas peças Ali Babá, Naufrágio do brigue Mondego, Família do bailarino e Cebola misteriosa.
Permaneceu em Lisboa até 1875, época em que se contratou para o novo Teatro da Trindade do Porto, que foi totalmente destruído por um incêndio no mesmo ano. Chegou a representar, por esse motivo, no barracão dos Carmelitas, um teatro popular de rua que também ardeu. Esteve depois contratado no Teatro Baquet e no Teatro do Príncipe Real, em cuja companhia veio a Lisboa em 1881.
Faleceu vítima de doença prolongada, a 9 de setembro de 1882, aos 56 ou 58 anos de idade, na sua residência, o n.º476 da Rua de Santo Ildefonso, na freguesia do Bonfim, no Porto. Jaz no Cemitério do Prado do Repouso, na mesma cidade.
António de Sousa Bastos descreveu-o da seguinte forma: "Abel era homem extremamente alto; na physionomia parecia-se extraordinariamente com o actor Vasques, do Brazil. Apesar da sua voz arrastada e com o vicio provinciano, que nunca perdeu, era actor de mérito e bastante util." O periódico Diário Illustrado descreve-o como bom colega e bon-vivant.

### Vida pessoal
Casou a 11 de maio de 1857, na Igreja de Santo Ildefonso, no Porto, com Maria do Céu Castro, natural do Porto e filha de Manuel José de Castro e de Maria do Socorro Cunha. Teve vários filhos. O ator Heliodoro de Almeida Franco foi padrinho de um dos seus filhos, Heliodoro, nascido em 1866.
Foi amigo íntimo do ator-autor José Maria Brás Martins.